# Mansfieldské panství
Mansfieldské panství (angl. Mansfield Park) je román od anglické spisovatelky Jane Austenové. Autorka začala práce na knize v únoru roku 1811 a dokončila je v létě roku 1813. Román byl vydán jako autorčin třetí v pořadí 4. května 1814. Stejně jako ostatní autorčiny romány byl vydán anonymně. Mansfieldské panství si drží v autorčině tvorbě jisté prvenství – je to první dílo Austenové, které nebylo revidovanou prací z dřívějších let, jak tomu bylo například u románu Rozum a cit či Pýcha a předsudek.
Stejně jako pozdější a podobně rozsáhlý román Emma je ceněn především jako detailní a zasvěcená drobnokresba všedního života panstva na anglickém venkově.

## Děj
Hlavní postavou románu je Fanny Priceová, dívka z chudé a početné rodiny, která je v deseti letech poslána na Mansfieldské panství ke své tetě lady Bertramové a jejímu manželovi siru Thomasi Bertramovi. Domácnost Bertramových často navštěvuje i Fannyina druhá teta, nevlídná a hádavá paní Norrisová, která má k Fanny neustálé výhrady. Fanny vyrůstá spolu se svými bratranci Tomem a Edmundem a sestřenicemi Marií a Julií. Příbuzní se k ní ale nechovají jako k sobě rovné. Nesnáze způsobuje především teta Norrisová, která Marii a Julii rozmazluje, kdežto Fanny soustavně ponižuje. Nejvíce si Fanny rozumí s citlivým Edmundem, který jediný je k ní přátelský a vlídný. Postupem času se Fannyina vděčnost k Edmundovi mění v tajnou lásku. 

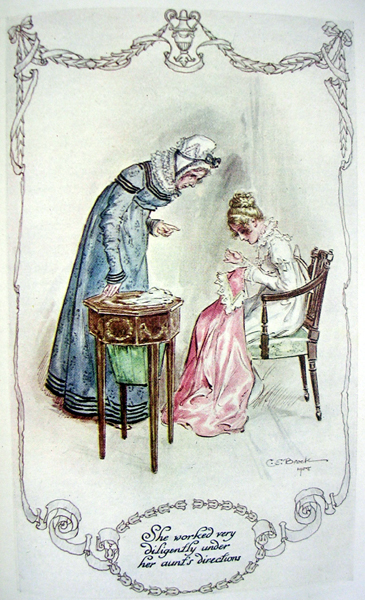
Fanny pracuje pod tetiným dohledem, vodomalba od C.E.Brocka

Jednoho dne, když jsou děti už dospělé, se sir Thomas rozhodne vydat na dva roky do Antiguy, aby tam vyřešil problémy na svých plantážích. Tou dobou na blízkou faru přijíždějí sourozenci Henry a Mary Crawfordovi, dobře situovaní příbuzní faráře Granta. Brzy se seznámí s Bertramovými a začnou je navštěvovat. Henry Crawford úspěšně okouzlí obě sestry Bertramovy, a to bez ohledu na to, že starší Marie je už zasnoubena s hloupým, ale zámožným panem Rushworthem.  Mary Crawfordová a Edmund se rovněž navzájem přitahují, i když jsou povahově zcela odlišní. Edmund si dělá starosti, zda Mary není příliš povrchní, a Mary vadí, že se Edmund chce stát pouhým pastorem, což se jí nezdá jako dostatečně prestižní a výnosné povolání. Edmund se ale postupem času do Mary hluboce zamiluje a je odhodlán nevidět její chyby. Těch si je naopak až příliš dobře vědoma Fanny, která se trápí neopětovanou láskou k Edmundovi a obavami, že s vypočítavou Mary nikdy nemůže být šťastný.

Nepřítomnost přísného otce a pobízení marnotratného Toma Bertrama a jeho přítele pana Yatese svede mladé lidi k nápadu uspořádat na panství divadelní představení Přísaha milenců (Lovers´ Vows) od Elizabeth Inchbaldové. Fanny a Edmund jsou jediní proti, protože si uvědomují, že by sir Thomas neschvaloval, aby jeho děti hráli divadlo, ale nakonec podlehnou přání ostatních. Hra výborně slouží Henrymu Crawfordovi, aby mohl svádět především zasnoubenou Marii. Sir Thomas se ale znenadání neočekávaně vrátí a divadelní představení překazí. Henry se okamžitě rozhodne odjet a zklamaná Marie se provdá za pana Rushwortha. Sice ho ani nemiluje, ani si ho neváží, ale těší se, že si po jeho boku si dopřeje život plný radovánek a to jí umožní na Henryho zapomenout. Hned po sňatku odjíždí s manželem a s Julií do Londýna.

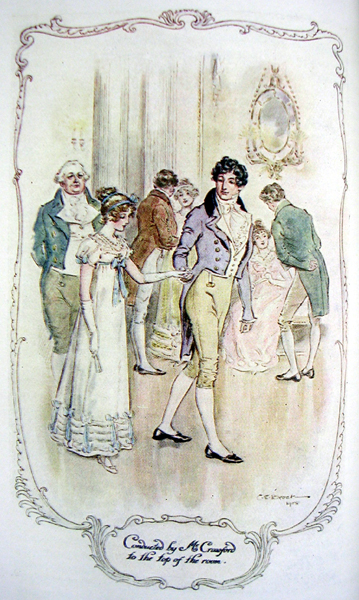
Ples na Mansfieldském panství, vodomalba od C.E.Brocka

Henry Crawford se po čase do Mansfieldu vrátí, a protože se nudí, rozhodne se flirtovat s Fanny. Vůbec ho nenapadne, že tichá, mírná a stydlivá dívka jím v hloubi duše pohrdá, protože byla svědkem jeho nečestného a pokryteckého svádění svých sestřenic. Henry, zvyklý na snadné úspěchy, nechápe, proč je odmítán. Čím víc se snaží, tím víc si také uvědomuje Fannyinu krásu a její pevnou a nezkaženou povahu, a to, co mělo být pouhým flirtem, se u něj začíná měnit ve skutečnou vášeň. Nakonec se rozhodne požádat Fanny o ruku a tím ji uvede do velmi těžké situace. Všichni od ní totiž očekávají, že tak skvělou šanci na životní zaopatření nemůže odmítnout. Fanny se ale příčí vdát se za člověka s pochybným charakterem, a navíc stále tajně miluje Edmunda. Její odmítnutí a domnělý nevděk se dotkne sira Thomase. Když vidí, že není naděje, že by přes všechno naléhání nabídku k sňatku přijala, rozhodne se poslat ji na nějaký čas zpět k jejím rodičům do Portsmouthu, protože tajně doufá, že návrat do chudých poměrů ji přiměje k rozumu.
Fanny je zprvu nadšena, že se shledá s vlastní rodinou, kterou mnoho let neviděla, po příjezdu domů ale zažívá jednu nepříjemnost za druhou. Plán sira Thomase vychází. Když ji Henry navštíví a zahrnuje ji pozorností, je nešťastná Fanny mnohem přístupnější. Přelétavý Henry ale brzy odjíždí do Londýna, kde v tu dobu pobývá i vdaná Marie. Fanny touží vrátit se na Mansfieldské panství, ale její pobyt v Portsmouthu se neustále prodlužuje. Z Mansfieldu navíc přijde špatná zpráva, že rozmařilý bratranec Tom onemocněl.
Po několika týdnech se Fanny dovídá šokující zprávu: Henry Crawford svedl Marii a ta opustila svého manžela. Navíc ještě vyplašená Julie, která se nechtěla vrátit domů k přísnému otci, utekla s Tomovým přítelem panem Yatesem. Sir Betram s manželkou, zlomeni těmito ranami, konečně požádají Fanny, aby se vrátila na Mansfield. Smí si dokonce sebou vzít i svou mladší sestru Susan, ke které při pobytu doma velmi přilnula. Kvůli Henryho chování dojde k roztržce i mezi Edmundem a Henryho sestrou Mary. Edmund konečně prohlédne její pokryteckou a prospěchářskou povahu a je zdrcen. Pošetilá Marie, která po rozvodu marně doufala, že si ji Henry Crawford vezme, je zapuzena na venkov, a spolu s ní odchází i protivná teta Norrisová. Edmund po dlouhé době truchlení nakonec pochopí, že je to Fanny, která se k němu hodí nejvíc, a se kterou bude šťasten. I sir Thomas změní pod dojmem událostí své názory a souhlasí s tím, aby se Edmund a Fanny vzali.

## Kritika
Mansfieldské panství je zřejmě pokládáno za nejkontroverznější dílo autorky. Od předcházející knihy Pýcha a předsudek a následujícího románu Emma, které se vyznačují radostnější náladou a větší lehkostí, se odlišuje zejména moralizujícím podtónem a také postavou hlavní hrdinky. V románu není přítomna společenská satira a ironie v takové míře jako v ostatních dílech.

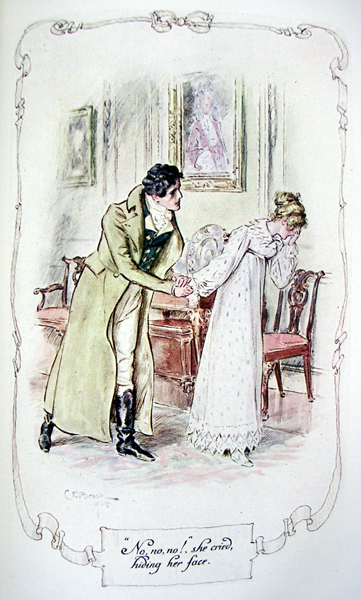
Fanny odmítá Crawfordovu nabídku k sňatku, ilustrace od C.E.Brocka

Povaha hlavní hrdinky Fanny Priceové se vymyká obvyklému charakteru austenovských hrdinek. Je to dívka jemná, nevýbojná, citlivá a postrádá sebedůvěru. Ani si ji nemůže dovolit, vzhledem ke svému podřízenému a závislému postavení. Je ale také vnímavá, dokáže proniknout do citů a myšlení ostatních lidí a pevně trvá na svém přesvědčení a morálních zásadách. Její síla je skrytá hluboko pod navenek se podřizujícím povrchem, což může být pro mnohé matoucí. Autorčina vlastní matka označila tuto knižní postavu za příliš fádní a tak nějak nemastnou neslanou. Jiní ji dokonce považovali za samolibou a nepříjemnou. O tom, jak těžké je v dnešní emancipované době správně pochopit tuto hrdinku, svědčí pokusy o filmové adaptace, z nichž ani jediná bohužel nedokázala vystihnout ducha předlohy.
Silněji než v ostatních dílech je tu prezentováno varování před uzavřením sňatku pro majetek. Ke zdůraznění tohoto moralizujícího motivu slouží nejen rozhodnutí Fanny, ale i odstrašující osud její sestřenice Marie, která, ačkoliv má po celou dobu nadřazené postavení a mnohem lepší vyhlídky, nakonec vlastní vinou přijde o všechno. V době, v níž se román odehrává, bylo samozřejmě toto morální dilema ještě mnohem naléhavější než dnes, vzepřít se zavedeným konvencím bylo skoro nemožné. Fanny je obdivuhodná právě tím, že to dokáže, bez ohledu na nepříjemné důsledky, které jí toto rozhodnutí může přinést.
Další kontroverzi dnes může představovat zdroj bohatství Bertramovy rodiny, jímž byly plantáže v Antigui (přestože jsou zmíněny jen letmo a slovo otrok v románu nikde nepadne).

## Postavy
- Fanny Priceová – pochází z chudých poměrů, její matka se natruc rodině provdala za bezvýznamného námořního poručníka a upadla do bídy.
- lady Bertramová – její teta, která se provdala za zámožného sira Thomase Bertrama. Je malátná a neustále duchem nepřítomná, řízení domácnosti i výchovu svých dětí přenechává své energické sestře paní Norrisové.
- paní Norrisová – její druhá teta, bezdětná, dotěrná a panovačná, často na panství rozhoduje místo lady Bertramové. Miluje a rozmazluje své neteře, zejména Marii, Fanny ale nemá ráda. Její zesnulý manžel byl pastorem.
- sir Thomas Bertram – manžel Fannyiny tety, lady Bertramové. Majitel Mansfieldského panství a plantáží s otroky v Antigue. Je přísný, rozvážný a odměřený.
- Tom Bertram – nejstarší rozmařilý syn sira Thomase Bertrama, o sedm let starší než Fanny. Jediným jeho zájmem jsou hazardní hry a večírky, kterých se účastní se svým přítelem panem Yatesem.
- Edmund Bertram – mladší syn sira Thomase a lady Bertramových, o šest let starší než Fanny. Chce se stát pastorem, je charakterní a vnímavý. Je jediný, kdo se zajímá o Fannyiny pocity, je její ochránce a přítel.
- Maria Bertramová – nejstarší dcera sira Thomase a lady Bertramových, o tři roky starší než Fanny. Zasnoubí se s panem Rushforthem, prožije ale milostnou pletku s Henrym Crawfordem.
- Julia Bertramová – nejmladší dcera sira Thomase a lady Bertramových, o dva roky starší než Fanny. Cítí silnou náklonnost k Henrymu Crawfordovi, když ale zjistí, že se mu víc líbí její sestra Marie, začne flirtovat s přítelem svého bratra panem Yatesem.
- pan Grant – současný pastor na faře u Mansfieldského panství.
- paní Grantová – manželka pana Granta, nevlastní sestra Henryho a Mary Crawfordové.
- Henry Crawford – bratr paní Grantové a sl. Mary Crawfordové. Okouzlující a inteligentní, zároveň ale povrchní a bezcharakterní mladík, zvyklý na snadné úspěchy u žen. Zajímá se nejprve o Marii a Julii, později o Fanny.
- Mary Crawfordová – půvabná sestra pana Crawforda a paní Grantové, je povrchní a vypočítavá, zamiluje se do Edmunda Bertrama, není však spokojena s jeho životními vyhlídkami.
- pan Rushworth – bohatý, hloupý a nudný mladík ze sousedství, který se zasnoubí s Marií Bertramovou.
- pan Yates – dobrý přítel Toma Bertrama. Spolu s Tomem brázdí londýnskou společnost a snaží se svou vášeň k divadlu realizovat i na Mansfieldském panství. Yates projevuje zájem o Julii Bertramovou.
- William Price – Fannyin bratr, námořník.
- pan Price – Fannyin otec, žije v Portsmouthu. Příliš pije a je hrubý.
- paní Priceová – Fannyina matka, sestra paní Norrisové a lady Bertramové, je pošetilá a nedůsledná, a má raději své syny, než dcery.
- Susan Priceová – Fannyina mladší sestra.

## Zajímavosti
- V řadě knih o Harrym Potterovi má bradavický školník Argus Filch slídivou, všemi studenty nenáviděnou kočku paní Norrisovou, která svou povahou velmi připomíná paní Norrisovou z Mansfieldského panství.
- Kvalita románu Mansfieldské panství je předmětem sporu mezi dvěma hlavními postavami ve filmu Whita Stillmana Metropolitan. Jedna z postav byla nadšeným příznivcem tohoto díla a románů Jane Austenové vůbec, druhá postava si naopak o románu přečetla jen kritickou esej od Lionela Trillinga. Film Metropolitan je zároveň i moderní variací na téma Mansfieldského panství.
- Obecně se tvrdí, že předlohou pro Mansfieldské panství a přilehlou vesnici byla pro Austenovou sídlo Cottesbrooke a tamní vesnice (hrabství Northamptonshire), proslulé svou nádhernou architekturou.
- Jako pokračování románu napsala Joan Aikenová Mansfield Revisited (1985).

## Adaptace
- 1983: Mansfieldské panství (TV minisérie) – režie David Giles, produkce BBC, hrají Sylvestra Le Touzelová (Fanny Priceová), Nicholas Farrell (Edmund Bertram) a Anna Masseyová (paní Norrisová)
- 1999: Mansfieldské panství (film) – režie Patricia Rozemaová, hrají Frances O'Connorová (Fanny Priceová) a Johny Lee Miller (Edmund Bertram), který hrál shodou okolností také ve verzi roku 1983 jednoho z Fannyiných bratrů, dále Hugh Bonneville (pan Rushworth), Justine Waddellová (Julie Bertramová), Embeth Davidtzová (Mary Crawfordová)
- 2007: Mansfieldské panství (TV film) – režie Iain B. MacDonald, hrají Billie Piperová (Fanny Priceová), Blake Rytson (Edmund Bertram)